# Sutter (California)
Sutter è un census-designated place (CDP) degli Stati Uniti d'America situato in California, nella contea di Sutter.